# Nihon Minka-en

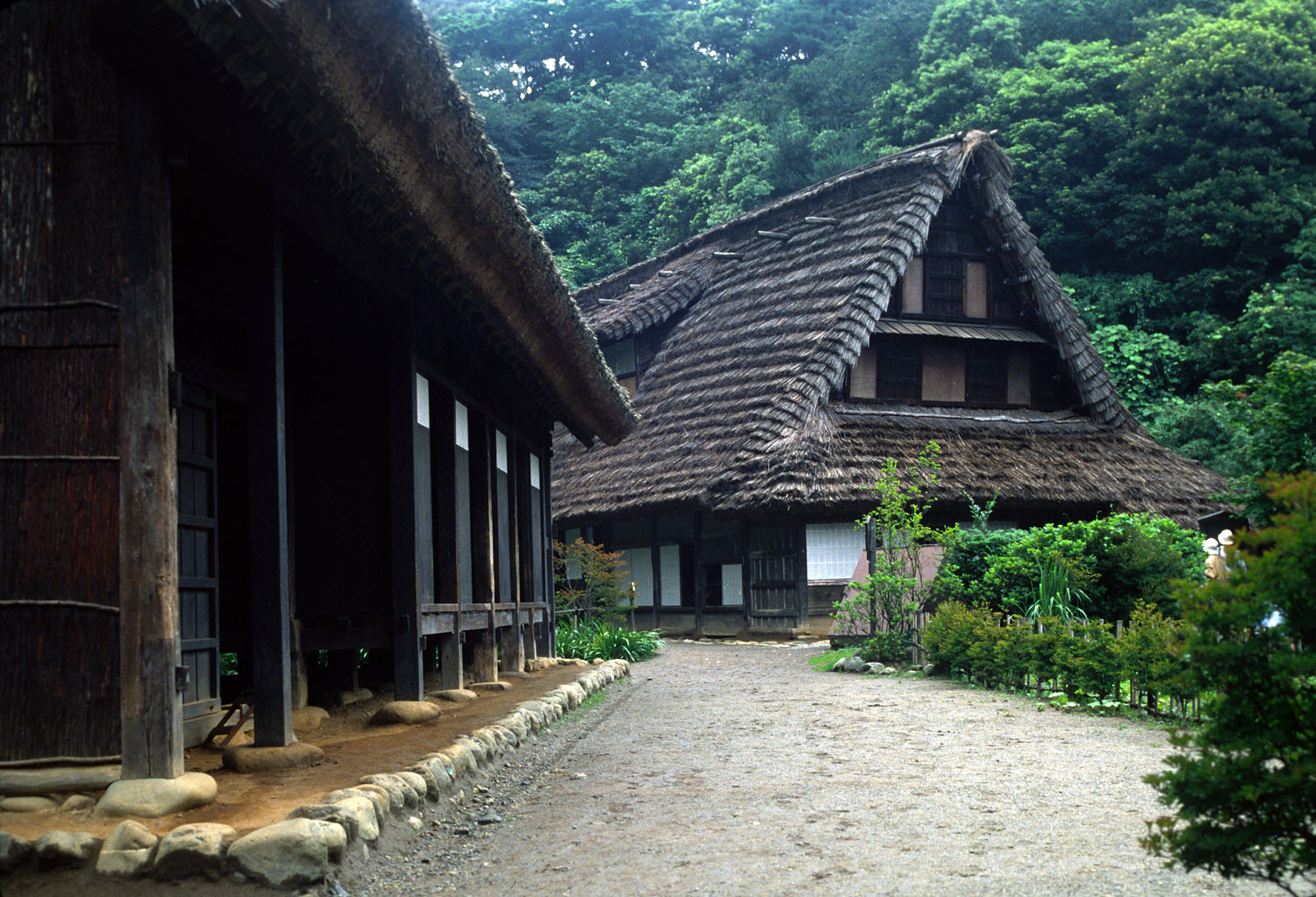
Casas tradicionales en Nihon Minka-en.

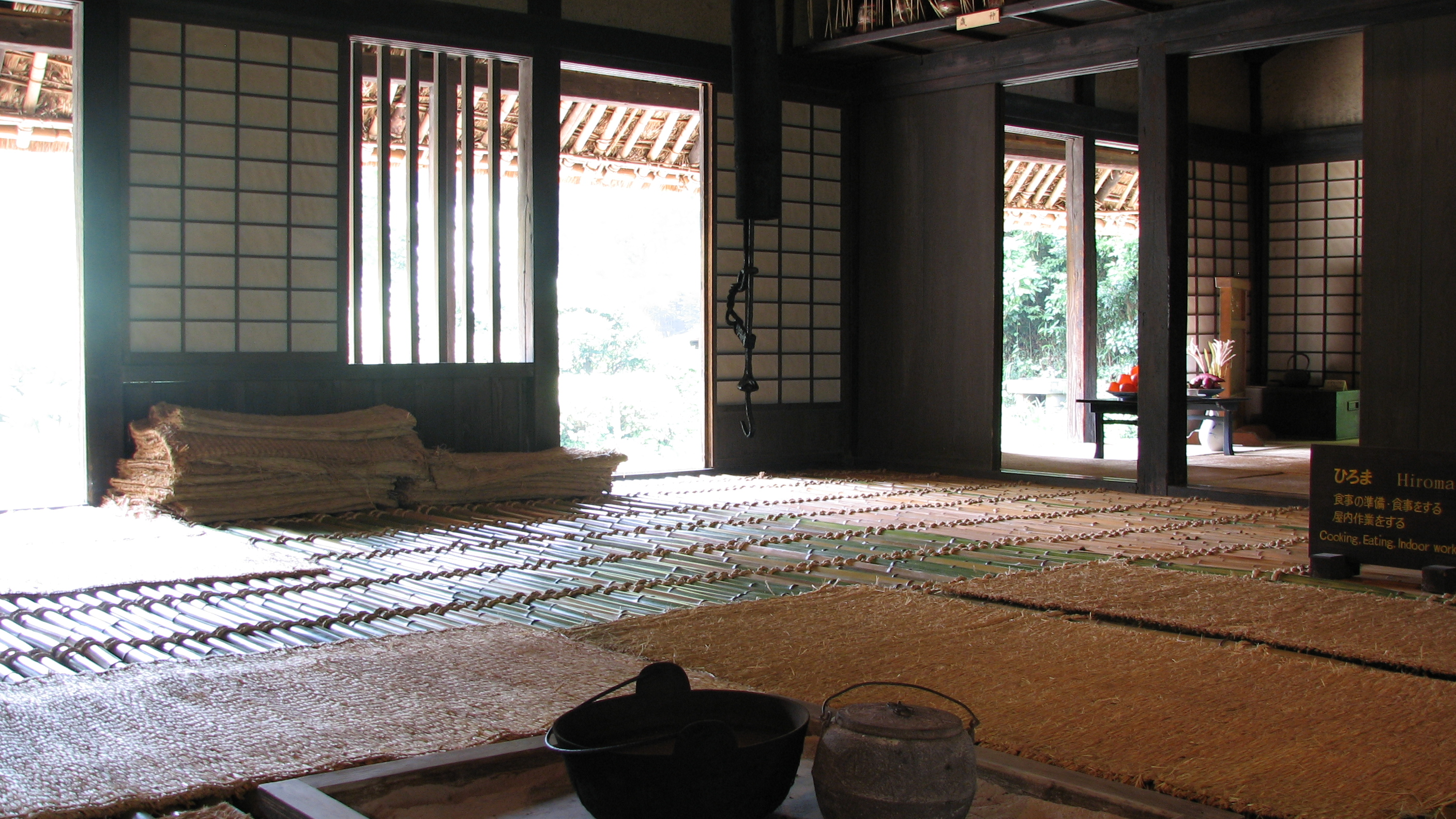
Interior de la casa Kitamura en Nihon Minka-en.

Nihon Minka-en (日本民家園) es un destino turístico dentro del parque Ikuta Ryokuchi (生田緑地) en  el barrio de Tama-ku, Kawasaki, prefectura de Kanagawa, Japón. La exhibición del parque consta de una colección de veinte  minkas (民家) provenientes de diferentes sitios de Japón, sobre todo minkas con techo de paja típicas del este japonés. De las veinte, nueve  han recibido la designación de Bienes Culturales Importantes por el gobierno nacional. Los visitantes pueden ver las diferencias regionales y de construcción entre cada casa.
El parque es controlado por el gobierno de Kawasaki, la entrada es gratis para los visitantes menores de secundaria. El parque se encuentra a 15 minutos andando de la estación Mukogaoka-Yuen de la línea Odakyu Odawara.